# Asagaya
Asagaya (jap. 阿佐谷 oder 阿佐ヶ谷) ist ein Stadtteil des Bezirks Suginami der japanischen Präfektur Tokio. Er liegt im Westen Tokios westlich von Shinjuku. Hauptanschluss nach Asagaya ist die Chūō-Sōbu-Linie, 12 Minuten entfernt vom Bahnhof Shinjuku.

## Geographie
Asagaya ist durch die Chūō-Sōbu-Linie in Nord (阿佐谷北, Asagaya-Kita) und Süd (阿佐谷南, Asagaya-Minami) geteilt. Die Grenzen der beiden Gebiete sind ungefähr die gleichen des Dorfes Asagaya (阿佐ヶ谷村, -mura) aus der Edo-Zeit, das danach Teil der Stadt Suginami war, bis diese 1932 in die Stadt Tokio eingemeindet wurde. Asagaya kann per Zug, U-Bahn und Bus erreicht werden.

## Feste
Asagaya hat zwei große Feste im Jahr: das Tanabata während der ersten Juli-Woche sowie das Asagaya-Jazz-Festival am letzten Oktoberwochenende.

## Asagaya in Film und Fernsehen
Asagaya erscheint in den Filmen Ringu, Ringu 2, Death Note, Yellow Tears und dem Dorama Hataraki man.